# Erich Zürn
Erich Zürn (ur. 23 lipca 1906, zm. 9 sierpnia 1965) – niemiecki oficer marynarki, kapitänleutnant, pełniący funkcje techniczne na okrętach Reichsmarine i Kriegsmarine, w tym na najskuteczniejszym okręcie podwodnym II wojny światowej U-48, który w znaczący sposób przyczynił się do sukcesu tej jednostki. W uznaniu zasług na tym okręcie, gdzie od grudnia 1939 do lipca 1941 roku pełnił funkcję starszego mechanika podczas 9 patroli tego U-Boota, 23 kwietnia 1941 roku został odznaczony Krzyżem Rycerskim. Przed objęciem funkcji szefa mechaników na U-48, służył jako mechanik na U-3 typu IIA oraz na U-26 typu IA.